# パウロ・エミリオ・フロッサルド・ジョルジ
パウロ・エミリオ・フロッサルド・ジョルジ（Paulo Emílio Frossard Jorge, 1936年1月3日 - 2016年5月16日）は、ブラジル・ミナスジェライス州エスペラ・フェリース出身のサッカー指導者。通称パウロ・エミリオ (Paulo Emílio) 。

## 来歴
ブラジル国内において数々のタイトルを獲得してきた事から「優勝請負人｣の異名を持つ。
1994年、当時JFLに所属していたヤンマーディーゼルサッカー部がセレッソ大阪となった際に初代監督として就任。堅固な守備から一発のカウンターでゴールを奪う戦い方が威力を発揮し、チーム創設一年でC大阪をJFL優勝（C大阪創設後初タイトルである）、Jリーグ昇格、天皇杯準優勝へと導いた。1995年はJリーグ1年目ながら堅実なサッカーが功を奏しほぼ五分の成績を残す。しかし翌1996年、守備的な戦術に物足りなさを感じていたチーム側からの意向を受け、攻撃型の戦術に転換を図るも成績が振るわず低迷。シーズン半ばの5月21日に引責辞任した。だがチーム創設期に基盤を作りあげた名将として未だにサポーターからの評価は高い。
2016年5月16日、リンパ腫により死亡した。

## 人柄、エピソード
- 弁護士の資格も持つインテリジェンスな名伯楽である。
- 口癖は「チームはファミリー」で、事あるごとに選手にチームワークの重要性を説いていた。これはブラジルで強豪チームを指揮していた時に成績は良かったが選手同士の仲が非常に悪く、苦労した経験からきている。
- サポーターにもとてもフレンドリーな監督として知られ、勝利の後にスタンドのサポーターの歓声に満面の笑みとVサインで応えるなど、ブラジル人らしく陽気でお茶目な一面もあった。
- Jリーグ昇格時の特別番組で、ある試合に勝利した際、興奮のあまり持っていた戦術ボードに噛みついてしまい、歯を折ってしまった事を梶野智に裏話として暴露されていた。なお、梶野の話によるとその時の治療代はチームの経費から出されたらしい。

## タイトル
デスポルチーヴァ-ES
- エスピリトサント州選手権：1967

ナシオナル-AM
- アマゾナス州選手権：1972

サンタクルス
- ペルナンブーコ州選手権：1973

フルミネンセ
- リオデジャネイロ州選手権：1975
- タッサ・グアナバラ：1975, 1976

スポルティングCP
- タッサ・デ・ポルトガル：1977

フォルタレーザ
- セアラー州選手権：1983

セレッソ大阪
- ジャパンフットボールリーグ:1回（1994）